# Parnassiini
De Parnassiini zijn een geslachtengroep van vlinders uit de familie Papilionidae.

## Geslachten
- Parnassius
- Hypermnestra